# Hücklovo pravilo
V organski kemiji je Hücklovo pravilo merilo, ali bo planarni obroč molekule imel aromatične lastnosti. Kvantnomehansko osnovo za to je leta 1931 prvi izdelal fizikalni kemik Erich Hückel. Strnjena oblika izraza 4n + 2 je pripisana von Doeringu (1951), čeprav jo je več avtorjev uporabljalo v istem času.
Ciklična molekula sledi Hücklovemu pravilu, kadar je število njenih π-elektronov enako 4n + 2, pri čemer je "n" je nenegativno celo število, čeprav so dejanski primeri takih molekul določeni le za vrednosti od n = 0 do n = 6. Podlaga Hücklovega pravila so bili prvotno izračuni z uporabo Hücklove metode, čeprav ga lahko upravičuje tudi upoštevanje delca v cikličnem sistemu po LCAO metodi in Pariser–Parr–Pople metodi.
Aromatske spojine so stabilnejše, kot bi sicer teoretično lahko napovedali iz podatkov o hidrogeniranosti alkenov; dodatna stabilnost je posledica delokaliziranega oblaka elektronov, ki se imenuje resonančna energija. Merila za preproste aromate so:
1. molekula mora slediti Hücklovemu pravilu, tj. 4n + 2 elektronov v delokaliziranem konjugiranem oblaku p-orbital
2. molekula mora biti v celoti planarna
3. molekula mora biti ciklična
4. vsak atom v obroču mora biti sposoben sodelovati v delokalizaciji elektronov bodisi prek lastnih p-orbital bodisi prek prostega elektronskega para.